# Rappestads församling
Rappestads församling var en församling i Linköpings stift inom Svenska kyrkan i Linköpings kommun i Östergötlands län. Församlingen uppgick 2006 i Vikingstads församling.
Församlingskyrka var Rappestads kyrka

## Administrativ historik
Församlingen har medeltida ursprung.
Församlingen utgjorde under medeltiden ett eget pastorat för att därefter till 1 maj 1931 vara moderförsamling i pastoratet Rappestad och Sjögestad. Från 1 maj 1931 till 2006 var församlingen annexförsamling i pastoratet Vikingstad, Rappestad och Sjögestad som 1962 utökades med Björkebergs församling och Västerlösa församling. Församlingen uppgick 2006 i Vikingstads församling.
Församlingskod var 058017.

## Kyrkoherdar
| Ämbetstid | Namn                      | Levnadstid | Kommentarer                    |
| --------- | ------------------------- | ---------- | ------------------------------ |
| 1503–1524 | Laurentius Halvari        | –1524      | Curatus.                       |
| 1525      | Johannes Caroli           |            | Curatus.                       |
| 1552–1563 | Olaus Nicolai             |            |                                |
| 1568      | Hans                      |            |                                |
| 1577      | Halvard Erici             |            |                                |
| 1578–1598 | Nicolaus Olavi Helsingius | –1598      |                                |
| 1600–1622 | Ericus Nicolai Helsingius | 1569–1622  |                                |
| 1624–1634 | Johannes Haqvini Kylander | –1634      |                                |
| 1634–1653 | Nicolaus Emundi           | 1585–1653  | Kyrkoherde och kontraktsprost. |
| 1655–1668 | Suno Fogel                | 1604–1668  |                                |
| 1670–1706 | Benedictus Mollerus       | 1637–1706  | Kyrkoherde och kontraktsprost. |
| 1707–1715 | Daniel Talén              | 1664–1715  |                                |
| 1716–1720 | Ericus Ryding             | 1674–1724  | Avskedad 1720.                 |
| 1720-1762 | Anders Berzelin           | 1684–1762  |                                |
| 1763–1784 | Hans Wikström             | 1708–1784  |                                |
| 1784–1794 | Nils Johan Yckenberg      | 1730–1794  |                                |
| 1795-1818 | Jonas Hanström            | 1747–1818  |                                |
| 1819-1853 | Carl André                | 1763-1853  |                                |
| 1853-1869 | Claës Peter Westling      | 1803-1869  |                                |
| 1869-1877 | Carl Johan Pålman         | 1812-1877  |                                |
| 1878-1909 | Sven Alfred Lindblom      | 1824-1908  | Kyrkoherde och kontraktsprost. |
| 1909-1928 | Ludvig Teodor Wiberg      | 1860-1928  |                                |

### Komministrar
| Ämbetstid | Namn             | Levnadstid | Kommentarer                                |
| --------- | ---------------- | ---------- | ------------------------------------------ |
| 1931-1948 | Harald Andersson | 1907-1986  | Senare kyrkoherde i Kristbergs församling. |

## Klockare och organister[4]
| Ämbetstid | Namn                      | Levnadstid | Övrigt                 |
| --------- | ------------------------- | ---------- | ---------------------- |
| 1665      | Måns Nilsson              |            | Klockare               |
| -1708     | Josef Jonsson             |            | Klockare               |
| 1718-1739 | Olof Olofsson             | 1694-1739  | Klockare               |
|           | Olof Andersson Kilstedt   | 1689-1738  |                        |
|           | Per Jönsson               | 1715-1767  | Klockare               |
|           | Johan Olofsson            | 1724-1790  | Klockare               |
| 1791-1801 | Erik Björkman             | 1748-1820  | Klockare               |
|           | Samuel Kindahl            | 1774-      | Klockare               |
| 1817-1842 | Per Gustafsson            | 1790-1842  | Klockare och organist. |
| 1844-1863 | Anders Samuelsson Ölander | -1863      | Klockare och organist. |
| 1864-1896 | Ernst Fredrik Ahlqvist    | 1840-1904  | Klockare och organist. |
| 1895-1931 | Elias Furustam            | 1871-1946  | Klockare och organist. |
| -1951     | Sivers Jonsson            |            | Klockare och organist. |
| 1952-1982 | Åke Möller                | 1918-2010  | Klockare och organist. |